# 546471 Szipál
546471 Szipál è un asteroide della fascia principale. Scoperto nel 2010, presenta un'orbita caratterizzata da un semiasse maggiore pari a 3,0229901 au e da un'eccentricità di 0,4033169, inclinata di 10,79657° rispetto all'eclittica.